# Talkin’ Blues
Talkin' Blues — концертный альбом ямайской рэгги-группы Bob Marley & The Wailers, вышедший в 1991 году.
Альбом состоит из записей 1973–75 гг. (преимущественно запись 31 октября 1973 года в Сан-Франциско для радиостанции KSAN), перемежающихся с фрагментами интервью Боба Марли для ямайского радио в 1975 году. «I Shot the Sheriff» записана в The Lyceum Theatre, Лондон, в 1975 году.
Talkin' Blues занял 2-ю позицию в Top World Music Albums и 103-ю позицию в The Billboard 200.
«You Can't Blame the Youth» исполняет Питер Тош, а «Get Up, Stand Up» — Тош совместно с Марли.

## Список композиций
Все композиции написаны Бобом Марли, кроме отмеченных.
1. «Talkin'» – 0:17
2. «Talkin' Blues» (Lecon Cogill, Карлтон Барретт) (ранее не выпускалась) – 4:38
3. «Talkin'» – 0:21
4. «Burnin' and Lootin'» – 6:36
5. «Talkin'» – 0:49
6. «Kinky Reggae» – 5:08
7. «Get Up, Stand Up» (Марли, Питер Тош) – 4:44
8. «Talkin'» – 0:57
9. «Slave Driver» – 3:47
10. «Talkin'» – 1:31
11. «Walk the Proud Land» (Банни Уэйлер) – 3:30
12. «Talkin'» – 0:51
13. «You Can't Blame the Youth» (Тош) – 4:06
14. «Talkin'» – 0:36
15. «Rastaman Chant» (нар.) – 6:23
16. «Talkin'» – 1:44
17. «Am-A-Do» (ранее не выпускалась) – 3:07
18. «Talkin'» – 1:00
19. «Bend Down Low» (ранее не выпускалась) – 2:41
20. «Talkin'» – 1:52
21. «I Shot the Sheriff» – 7:12

## Участники записи
- Боб Марли — вокал, гитара
- Питер Тош — вокал, гитара
- Джо Хиггс[англ.] — ударные, перкуссия
- Эл Андерсон[англ.] — соло-гитара
- Тайрон Дауни[англ.] — клавишные
- Эрл Линдо[англ.] — клавишные
- Эштон Барретт[англ.] — бас-гитара
- Карлтон Барретт[англ.] — ударные, перкуссия
- Элвин Паттерсон[англ.] — перкуссия
- Бернард Харви — фортепиано, орган
- I Threes — бэк-вокал